# 迷糊探險隊
《迷糊探險隊》（ひろなex.）是Suka以四格漫畫形式創作的日本漫畫作品，在芳文社的漫畫雜誌《Manga Time Kirara MAX》上自2005年10月號開始連載至2014年2月號。中文版由東立出版社代理。
日文標題的「ex.」是explorers（探險家、探險隊）的縮寫。

## 劇情簡介
本作品描寫主角中村廣菜和友人們平穩卻熱鬧的日常生活。某天受到電視節目感召的廣菜，突然宣布要組成一支探險隊。擁有青梅竹馬的美緒（隊員一號）、偶然路過的風優夏（隊員二號）、以及風優夏帶來的惠美（隊員三號），卻過著沒有冒險的快樂時光。

## 登場人物

### 探險隊
中村廣菜
本作主角。性格開朗、步調獨特。感性有點異常，經常對不上話題。不擅長運動與學習，但每天都過著向前看的樂觀生活。受到父兄的影響，對遊戲、玩具的知識十分豐富。害怕昆蟲。
樋川美緒
和廣菜同年級，自幼稚園的青梅竹馬。性格認真的正常人，在廣菜發生問題時給予協助。身高、身材都十分出色。被周圍的人認為是精明能幹的女孩子，實際上本人喜歡可愛的東西與動物，卻因為害羞而沒有表現出來。
山本風優夏
廣菜、美緒的學妹。個性溫吞，和廣菜同樣步調獨特，和周圍格格不入。被偶然路過、初次見面的廣菜任命為探險隊隊員二號，卻乾脆的答應。和廣菜波長相符，兩人常會有不可思議的對話。是個會替人著想的溫柔少女。害怕青蛙等爬蟲類。
家裡經營醫院。
澤木惠美
風優夏的同班同學。性格冷漠，對周圍築起心防，卻被風優夏半強迫的加入探險隊中。基本上對學姊廣菜保持禮貌，卻會在心理辛辣的吐槽。在廣菜家對廣菜的哥哥一見鍾情，為了與廣菜的哥哥見面而加入探險隊。
與廣菜相處過程中，遠離人群的個性也漸漸改變。

### 其他人物
老哥
廣菜的哥哥。總被稱呼為哥哥，本名不明。性格溫厚，很會照顧人。是個會替妹妹著想的好哥哥，不過有時會太過寵廣菜。曾帶探險隊的四人到海邊旅行。實際上是老遊戲與海外遊戲的狂熱份子。
平野麗香
理化老師。女性。從確認竹內的報導內容看來，應該是2年A班導師。性格怠惰，對遊戲卻十分狂熱，為了得到廣菜哥哥所擁有的稀有遊戲，作為交換條件，把理科準備室提供給廣菜作為社團教室，以生物部的名義對學校提出申請，是安田老師學生時代的學姊。
安田老師
男性教師。外表恐怖，實際上個性不錯，是平野老師學生時代的學弟。駕駛車種為NISSAN SILVIA S13，頗受飆車族喜愛。
竹內
和廣菜、美緒同班，新聞社編輯長。取材範圍擴及全校，加上不斷報導沒有根據的消息，而被稱呼為「會走路的東京體育」

## 出版書籍
| 冊數 | 芳文社        | 芳文社                 | 東立出版社    | 東立出版社             |
| 冊數 | 發售日期      | ISBN                   | 發售日期      | ISBN                   |
| ---- | ------------- | ---------------------- | ------------- | ---------------------- |
| 1    | 2007年6月27日 | ISBN 978-4-8322-7638-3 | 2008年2月14日 | ISBN 978-986-10-1283-4 |
| 2    | 2008年9月27日 | ISBN 978-4-8322-7734-2 | 2009年4月21日 | ISBN 978-986-10-1284-1 |
| 3    | 2010年7月27日 | ISBN 978-4-8322-7925-4 | 2011年6月14日 | ISBN 978-986-10-6097-2 |
| 4    | 2012年5月26日 | ISBN 978-4-8322-4152-7 | 2018年3月23日 | ISBN 978-986-317-234-5 |
| 5    | 2014年2月27日 | ISBN 978-4-8322-4409-2 |               |                        |